# إد باي
إد باي (بالإنجليزية: Ed Bye)‏ هو مخرج بريطاني، ولد في 1955 في هامرسميث في المملكة المتحدة.

## وصلات خارجية
- إد باي على موقع IMDb (الإنجليزية)
- إد باي على موقع ميوزك برينز (الإنجليزية)
- إد باي على موقع قاعدة بيانات الفيلم (الإنجليزية)